# Ypsolopha mucronella

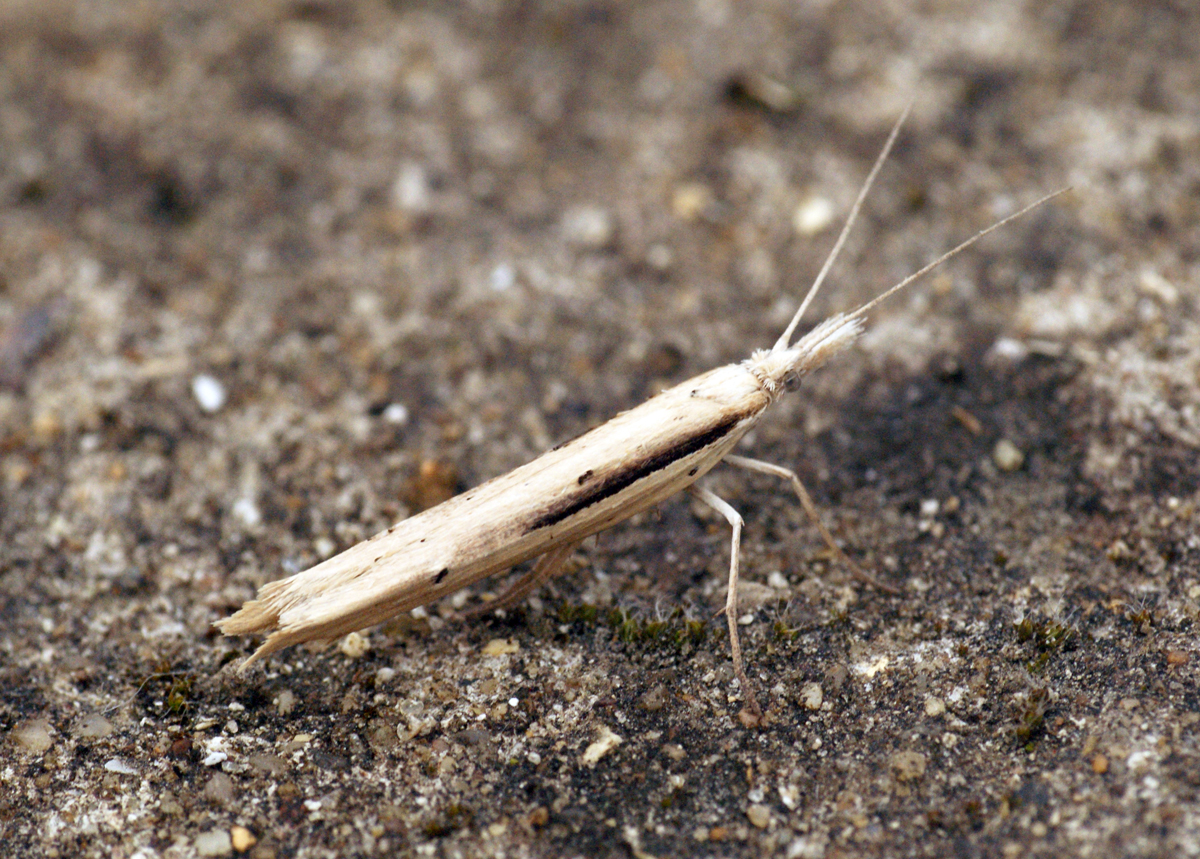

Ypsolopha mucronella ist ein Schmetterling aus der Familie der Ypsolophidae.

## Merkmale
Die Falter erreichen eine Flügelspannweite von 26 bis 33 mm und weisen eine beige oder hellbraune Grundfärbung auf. Sie besitzen schmale Flügel. Über die Vorderflügel verläuft mittig eine dunkelbraune Längsstrieme, die jedoch nur über zwei Drittel der Flügellänge reicht. Außerdem befinden sich zwei größere sowie zahlreiche kleinere Flecke nahe der Längsstrieme. Die weißen Hinterflügel weisen eine cremefarbene Umrandung auf. In Sitzhaltung sind die Fühler nach vorne gestreckt.
Die bräunlichen Raupen weisen auf den beiden vorderen Segmenten jeweils zwei schwarze Flecke auf. Über die Dorsalseite verläuft mittig eine relativ schmale weiße Strichzeichnung.

## Vorkommen
Ypsolopha mucronella ist in Europa weit verbreitet. Im Norden reicht das Vorkommen bis nach Dänemark und Schweden. In Süd- und Mittelengland ist die Art ebenfalls vertreten. Im Süden erstreckt sich das Vorkommen über die Iberische Halbinsel, Italien, einschließlich der Inseln Sardinien und Sizilien sowie Albanien.

## Lebensweise
Ypsolopha mucronella gilt als eine mesophile Art. Man findet sie in der Nähe ihrer Raupenfutterpflanzen, häufig an Waldrändern, Hecken oder Kleingärten. Die Nahrungspflanze der Raupen bilden Spindelsträucher, insbesondere der Gewöhnliche Spindelstrauch (Euonymus europaeus, auch bekannt als „Pfaffenhütchen“) und der Warzen-Spindelstrauch (Euonymus verrucosus). Die einzeln lebenden Raupen entwickeln sich während des Sommers. Sie spinnen ein unauffälliges Gespinst an den Blättern und verpuppen sich darin. Die Falter erscheinen gewöhnlich im August, werden aber im Spätsommer und Herbst kaum beobachtet. Sie überwintern an Heuhaufen oder an getrocknetem Gras. Im Frühjahr erscheinen sie recht zeitig, häufig schon Ende Februar und sind dann noch bis Ende Mai aktiv. In diesem Zeitraum werden die Schmetterlinge am häufigsten beobachtet. In dieser Zeit findet auch die Eiablage an den Raupenfutterpflanzen statt.

## Taxonomie
In der Literatur finden sich folgende Synonyme:
- Phalaena mucronella Scopoli, 1763
- Tinea caudella Linnaeus, 1767
- Theristis mucronella